# Satanella
Satanella è un film muto italiano del 1913 diretto da Ubaldo Maria Del Colle e Alberto Nepoti.